# Kanton Derenburg
Der Kanton Derenburg bestand von 1807 bis 1813 im Distrikt Blankenburg im Departement der Saale im Königreich Westphalen. Er wurde durch ein Königliches Dekret vom 24. Dezember 1807 gebildet.

## Gemeinden
- Dannstedt
- Derenburg
- Heudeber
- Rensingerode